# Liste der Biografien/Won
Liste der Biografien |
Portal Biografien |
Personensuche
# |
A |
B |
C |
D |
E |
F |
G |
H |
I |
J |
K |
L |
M |
N |
O |
P |
Q |
R |
S |
T |
U |
V |
W |
X |
Y |
Z |
?
 
Wa |
Wc |
Wd |
We |
Wh |
Wi |
Wj |
Wl |
Wn |
Wo |
Wr |
Ws |
Wt |
Wu |
Ww |
Wy |
Wz
 
Woa |
Wob |
Woc |
Wod |
Woe |
Wof |
Wog |
Woh |
Woi |
Woj |
Wok |
Wol |
Wom |
Won |
Woo |
Wop |
Wor |
Wos |
Wot |
Wou |
Wov |
Wow |
Wox |
Woy |
Woz
Die Liste der Biografien führt alle Personen auf, die in der deutschsprachigen Wikipedia einen Artikel haben. Dieses ist eine Teilliste mit 201 Einträgen von Personen, deren Namen mit den Buchstaben „Won“ beginnt.

## Won
- WON ABC (* 1967), deutscher Künstler
- Won Ok-im (* 1986), nordkoreanische Judoka
- Won Pat, Antonio Borja (1908–1987), US-amerikanischer Politiker (Demokratische Partei)
- Won Pat, Judith T., Politikerin in Guam
- Won, Bin (* 1977), südkoreanischer Schauspieler
- Won, Du-jae (* 1997), südkoreanischer Fußballspieler
- Won, Gyun (1540–1597), koreanischer General und Admiral
- Won, Hee-ryong (* 1964), südkoreanischer Politiker
- Won, Hye-kyung (* 1979), südkoreanische Shorttrackerin
- Won, Jeong-sik (* 1990), südkoreanischer Gewichtheber
- Won, Ji-an (* 1999), südkoreanische SchauspielerinWon Ji-an (* 1999)

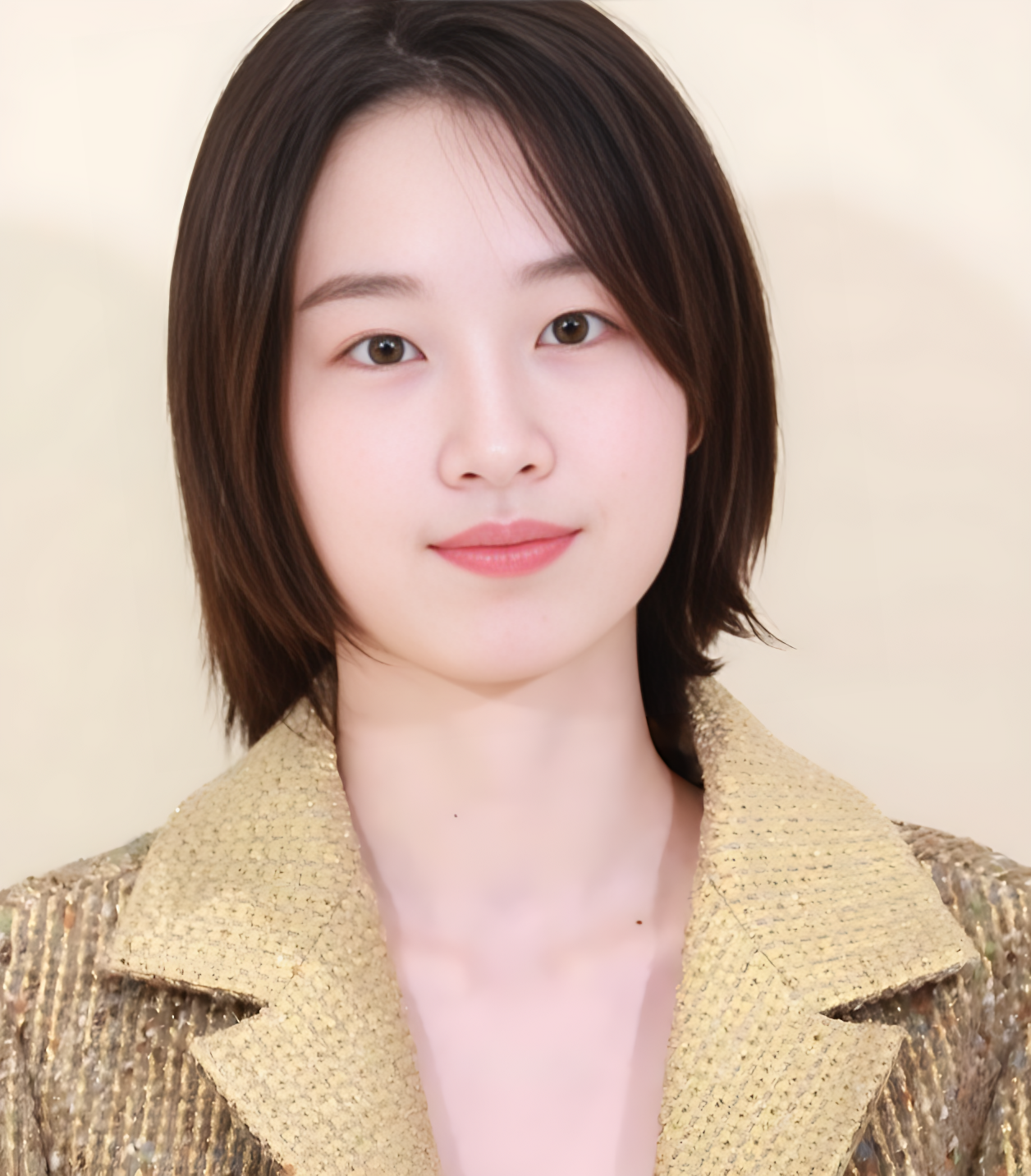
Won Ji-an (* 1999)

- Won, Jin-ah (* 1991), südkoreanische Schauspielerin
- Won, Lee-sak (* 1994), südkoreanischer E-Sportler
- Won, Sei-hoon (* 1951), südkoreanischer Beamter, Direktor des südkoreanischen Nachrichtendienstes NIS
- Won, Seon-pil (* 1994), südkoreanische Handballspielerin
- Won, Woo-young (* 1982), südkoreanischer Säbelfechter und Olympiasieger
- Won, Yoo-chul (* 1962), südkoreanischer Politiker
- Won, Yun-jong (* 1985), südkoreanischer Bobsportler

### Wona
- Wonacott, Edna May (1932–2022), US-amerikanische ehemalige Schauspielerin

### Wond
- Wondemagegn, Zerfe (* 2002), äthiopische Leichtathletin
- Wonder, Erich (* 1944), österreichischer Bühnenbildner
- Wonder, Pieter Christoffel (1777–1852), niederländischer Porträt-, Genre-, Interieur- und Historienmaler
- Wonder, Stevie (* 1950), US-amerikanischer Soul- und Pop-Sänger, Komponist, Multiinstrumentalist sowie ProduzentStevie Wonder (* 1950)

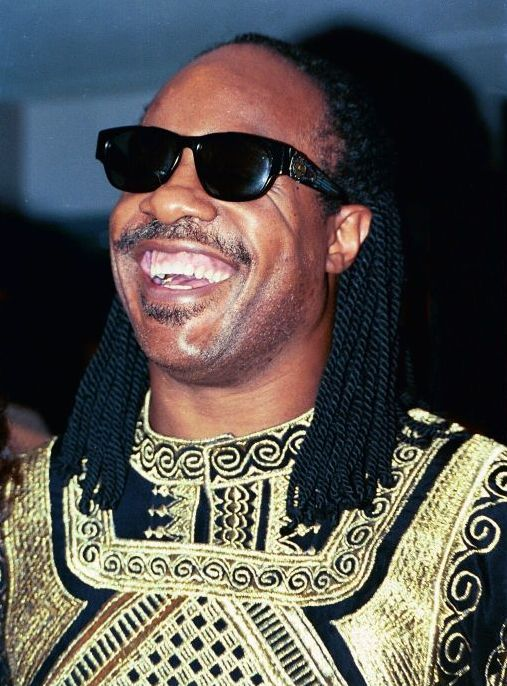
Stevie Wonder (* 1950)

- Wonder, Tommy (1953–2006), niederländischer Zauberer
- Wonder, Wayne (* 1972), jamaikanischer Reggae- und Dancehall-Künstler
- Wonderen, Kees van (* 1969), niederländischer Fußballspieler und -trainer
- Wonderland, Alison (* 1986), australische Sängerin, DJ und Produzentin
- Wonderland, Carolyn (* 1972), US-amerikanische Bluesmusikerin
- Wonders, Hunter (* 1998), US-amerikanischer Skilangläufer
- Wonders, Janna Ji, deutsch-amerikanische Filmregisseurin und Sängerin
- Wondie, Frehiywot (* 2000), äthiopische Sprinterin
- Wondolowski, Chris (* 1983), US-amerikanischer Fußballspieler
- Wondra, Ferry (1905–1976), österreichischer Kabarettist, Komiker, Musiker und Schauspieler
- Wondracek, Rudolf (1886–1942), österreichischer Architekt
- Wondrack, Elisabeth (* 1943), österreichische Souffleuse und Theaterintendantin
- Wondrack, Gertrude (1920–1971), österreichische Gewerkschafterin und Politikerin (SPÖ), Abgeordnete zum Nationalrat, Mitglied des Bundesrates
- Wondrak, Josef (1893–1982), österreichischer Politiker (SPÖ)
- Wondrak, Karl, tschechoslowakischer Skispringer
- Wondrak, Karl (1895–1973), österreichischer Fußball-Nationalspieler
- Wondrak, Oswald (1906–1985), sudetendeutscher Kommunalpolitiker
- Wondratsch, Hildegard (1921–2020), österreichische Politikerin (SPÖ), Landtagsabgeordnete
- Wondratsch, Irene (* 1948), österreichische Schriftstellerin
- Wondratschek, Hans (1925–2014), deutscher Physiker und Kristallograph
- Wondratschek, Manuela, deutsche Malerin und Schauspielerin
- Wondratschek, Wolf (* 1943), deutscher SchriftstellerWolf Wondratschek (* 1943)

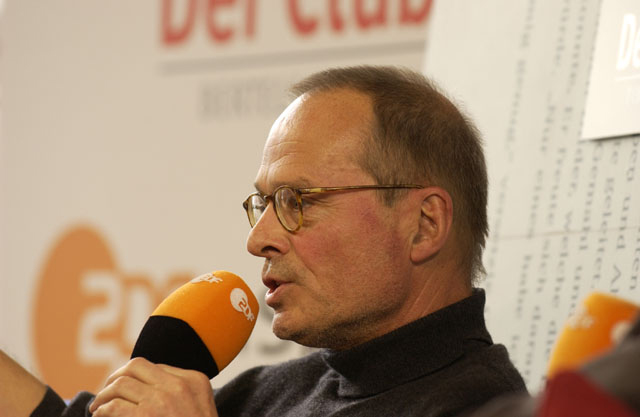
Wolf Wondratschek (* 1943)

- Wondrejz, Fritz (1911–1970), deutscher Glasgestalter

### Wone
- Wonenburger, María (1927–2014), spanische Mathematikerin und Hochschullehrerin
- Wones, David R. (1932–1984), US-amerikanischer Mineraloge und Petrologe
- Wonesch, Aaron (* 1966), österreichischer Jazzpianist

### Wong
- Wong Chun Fan (* 1969), chinesische Badmintonspielerin (Hongkong)
- Wong Jiann Tze, Beryno (* 1984), malaysischer Badmintonspieler
- Wong Man Ching (* 1981), chinesische Badmintonspielerin (Hongkong)
- Wong Meng Kong (* 1963), singapurischer Schachspieler
- Wong Pei Xian, Julia (* 1987), malaysische Badmintonspielerin
- Wong Soo Kau, John (* 1968), römisch-katholischer Bischof
- Wong Wai Hong (* 1986), chinesischer Badmintonspieler (Hongkong)
- Wong Wai Lap (* 1969), chinesischer Badmintonspieler (Hongkong)
- Wong Walker, Rachel (* 1985), US-amerikanische Beachhandballspielerin
- Wong Xiu Mei, Grace (* 2000), malaysische Hammerwerferin
- Wong, Ali (* 1982), US-amerikanische Schauspielerin und Stand-Up-KomikerinAli Wong (* 1982)

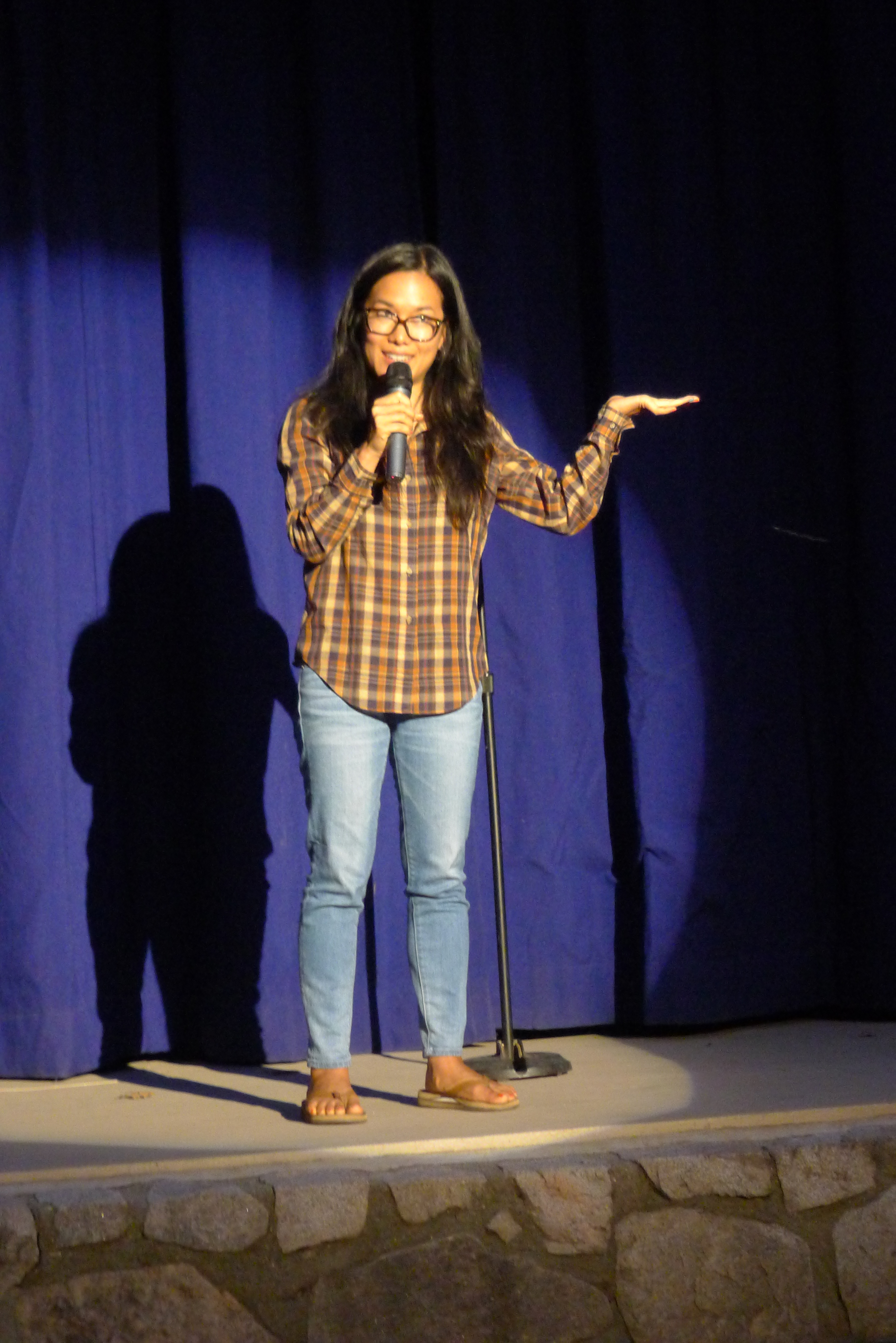
Ali Wong (* 1982)

- Wong, Alice (* 1974), amerikanische Aktivistin
- Wong, Anna May (1905–1961), US-amerikanische Schauspielerin
- Wong, Anthony (* 1965), australischer Schauspieler
- Wong, Anthony Chau-sang (* 1961), chinesischer Schauspieler
- Wong, Benedict (* 1971), britischer SchauspielerBenedict Wong (* 1971)

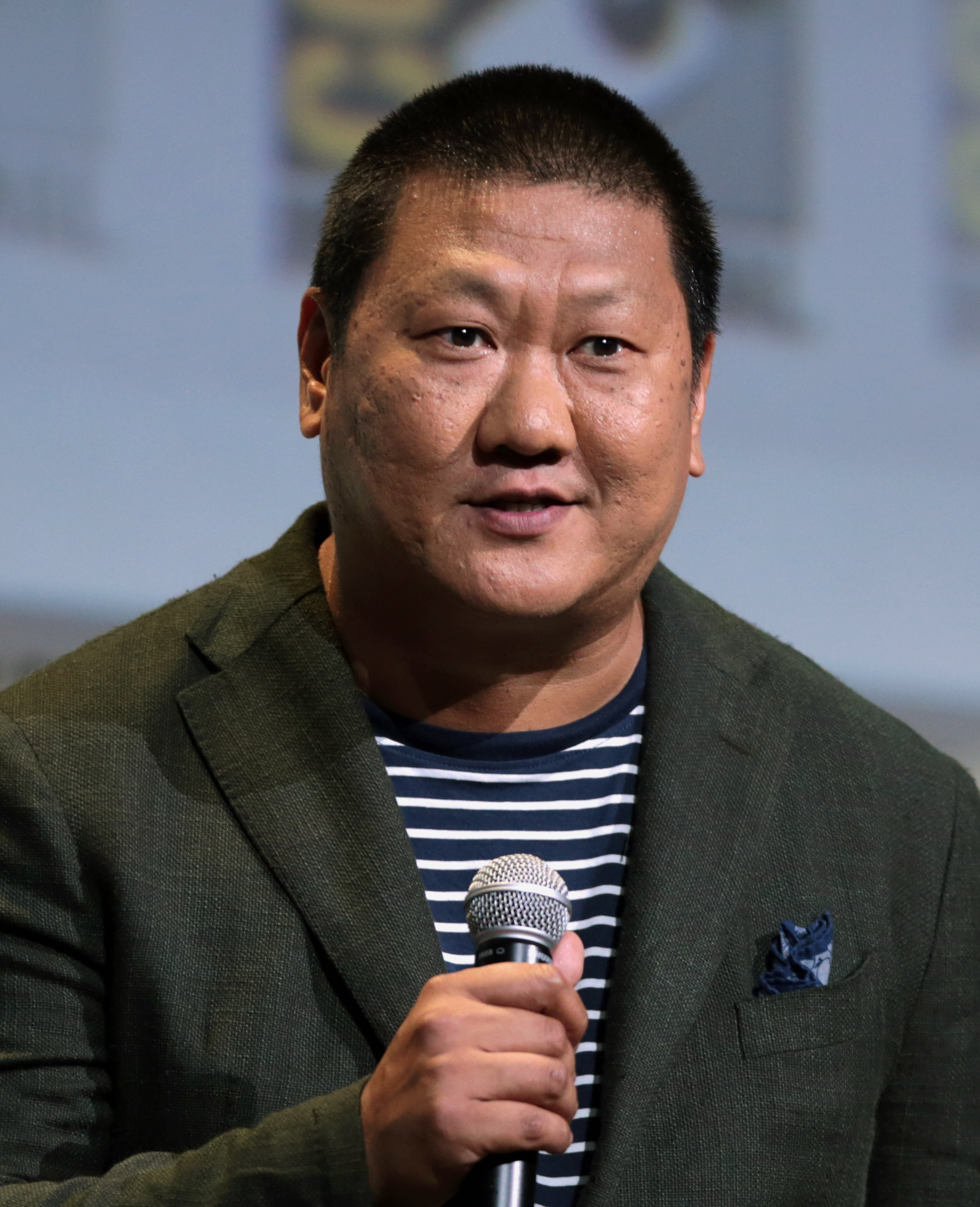
Benedict Wong (* 1971)

- Wong, Bosco (* 1980), chinesischer Schauspieler
- Wong, Bradley Darryl (* 1960), US-amerikanischer Schauspieler und Synchronsprecher
- Wong, Chi Chong (* 1994), chinesischer Badmintonspieler (Macau)
- Wong, Chi-Him (* 1994), chinesischer Squashspieler (Hongkong)
- Wong, Chi-Huey (* 1948), taiwanischer Biochemiker
- Wong, Chiyan (* 1988), chinesischer Pianist
- Wong, Choihing, chinesischer Unternehmer
- Wong, Choong Hann (* 1977), malaysischer Badmintonspieler
- Wong, Chris (* 1995), australischer Eishockeyspieler
- Wong, Chun Ting (* 1991), chinesischer Tischtennisspieler (Hongkong)
- Wong, Coleman (* 2004), hongkong-chinesischer Tennisspieler
- Wong, Cory (* 1985), amerikanischer Gitarrist und Songwriter
- Wong, Cyril (* 1977), singapurischer Dichter
- Wong, Danny Tze Ken (* 1967), malaysischer Historiker und Hochschullehrer
- Wong, David (1911–2008), chinesischer Architekt, Präsident des Baptistischen Weltbundes (1975–1980)
- Wong, David (* 1982), US-amerikanischer Jazzmusiker
- Wong, David B. (* 1949), US-amerikanischer Philosoph
- Wong, David T. (* 1935), chinesisch-US-amerikanischer Chemiker
- Wong, Derek Zi Liang (* 1989), singapurischer Badmintonspieler
- Wong, Elizabeth (* 1958), US-amerikanische Dramatikerin
- Wong, Ellen (* 1985), kanadische Schauspielerin
- Wong, Eugene (* 1934), US-amerikanischer Informatiker
- Wong, Fann (* 1971), singapurische Schauspielerin
- Wong, Faye (* 1969), chinesische Sängerin und SchauspielerinFaye Wong (* 1969)

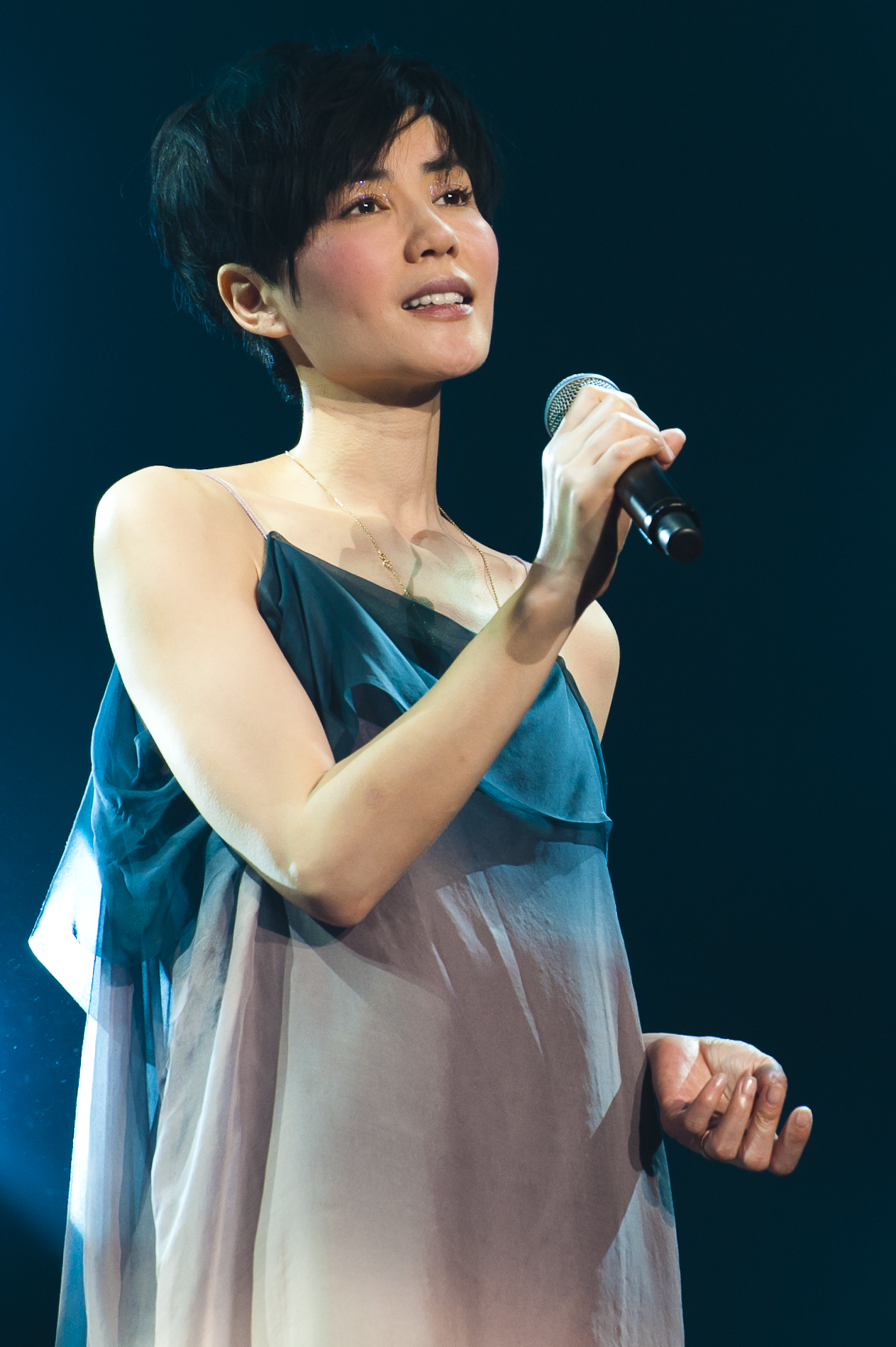
Faye Wong (* 1969)

- Wong, Fei-hung († 1925), chinesischer Arzt und Kampfkünstler
- Wong, Francis, US-amerikanischer Jazzmusiker, Musikproduzent und Komponist
- Wong, Freddie (* 1985), US-amerikanischer Filmemacher und E-Sportler
- Wong, Gilbert, US-amerikanischer Kommunalpolitiker
- Wong, Gin D. (1922–2017), US-amerikanischer Architekt
- Wong, Henry N. C. (* 1950), chinesischer Chemiker
- Wong, Herb (1926–2014), US-amerikanischer Jazzhistoriker, Hörfunkjournalist, Musikpädagoge und Autor
- Wong, Hong-yi (* 2002), chinesische Tennisspielerin (Hongkong)
- Wong, Issy (* 2002), englische Cricketspielerin
- Wong, Jackie Siew Cheer (* 1992), malaysischer Hammerwerfer
- Wong, Jacky (1954–2022), deutscher Bodybuilder, Schauspieler und Unternehmer chinesischer Herkunft
- Wong, Jacqueline (* 1989), kanadische Schauspielerin, Fernsehmoderatorin, Model und Sängerin
- Wong, Jadyn (* 1985), kanadische Schauspielerin
- Wong, James (* 1959), US-amerikanischer Produzent, Drehbuchautor und RegisseurJames Wong (* 1959)

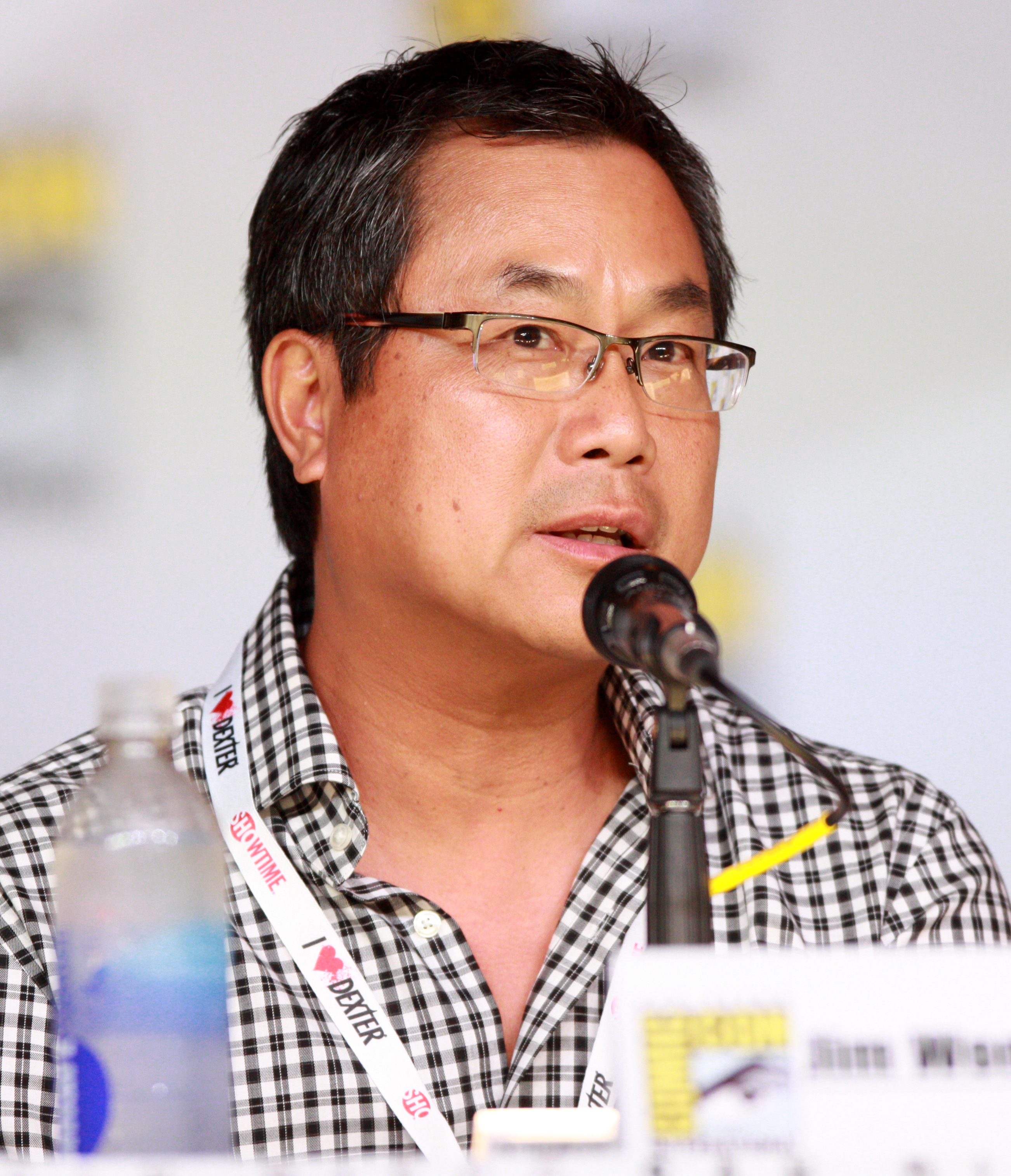
James Wong (* 1959)

- Wong, James (* 1960), anglikanischer Bischof der Seychellen
- Wong, Jamie (* 1986), chinesische Radsportlerin
- Wong, Janelle, US-amerikanische Politikwissenschaftlerin
- Wong, Jerry (* 1982), US-amerikanischer Pokerspieler
- Wong, Jimmy (* 1987), US-amerikanischer Schauspieler und Sänger
- Wong, Jing (* 1955), chinesischer Schauspieler, Regisseur, Filmproduzent und Drehbuchautor
- Wong, Joey (* 1967), taiwanische Schauspielerin
- Wong, Joshua (* 1996), chinesischer Studenten-Aktivist
- Wong, Julia, US-amerikanische Filmeditorin
- Wong, Ka Chun (* 1985), hongkong-chinesischer Sprinter
- Wong, Kahchun (* 1986), singapurischer Dirigent
- Wong, Kai (* 1980), US-amerikanischer Filmschauspieler und Produzent
- Wong, Kam Po (* 1973), chinesischer Radrennfahrer (Hongkong)
- Wong, Kan Seng (* 1946), singapurischer Politiker
- Wong, Kar-Wai (* 1958), chinesischer Drehbuchautor, Filmregisseur und -produzentWong Kar-Wai (* 1958)

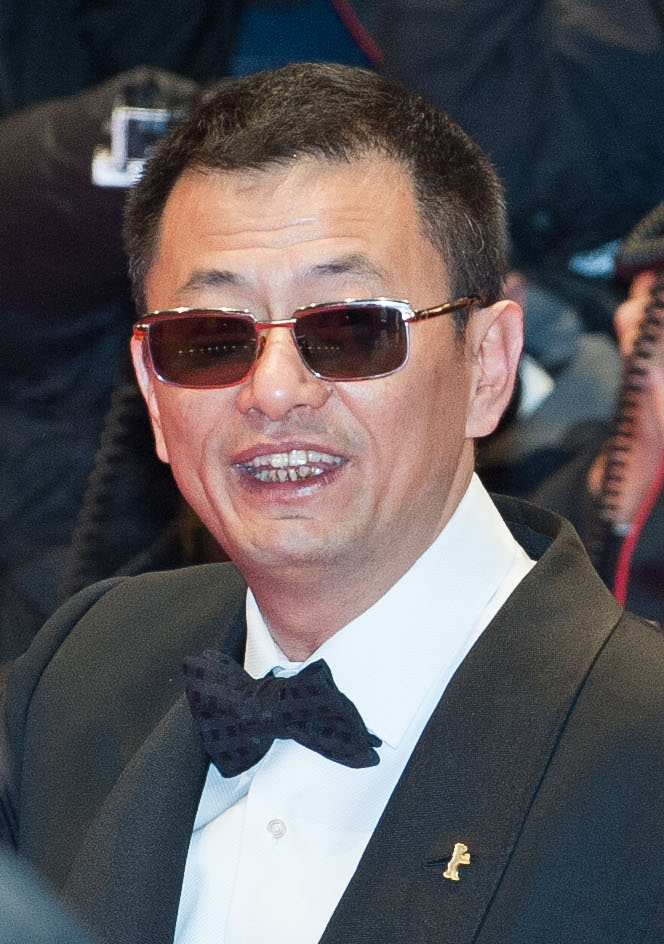
Wong Kar-Wai (* 1958)

- Wong, Kei-ying († 1886), chinesischer Kampfkünstler und Arzt
- Wong, Keri (* 1989), US-amerikanische Tennisspielerin
- Wong, Kevin (* 1972), US-amerikanischer Beachvolleyballspieler
- Wong, Kirk (* 1949), chinesischer Filmregisseur
- Wong, Kit Ieng (* 1996), chinesische Badmintonspielerin (Macau)
- Wong, Lawrence (* 1972), singapurischer PolitikerLawrence Wong (* 1972)

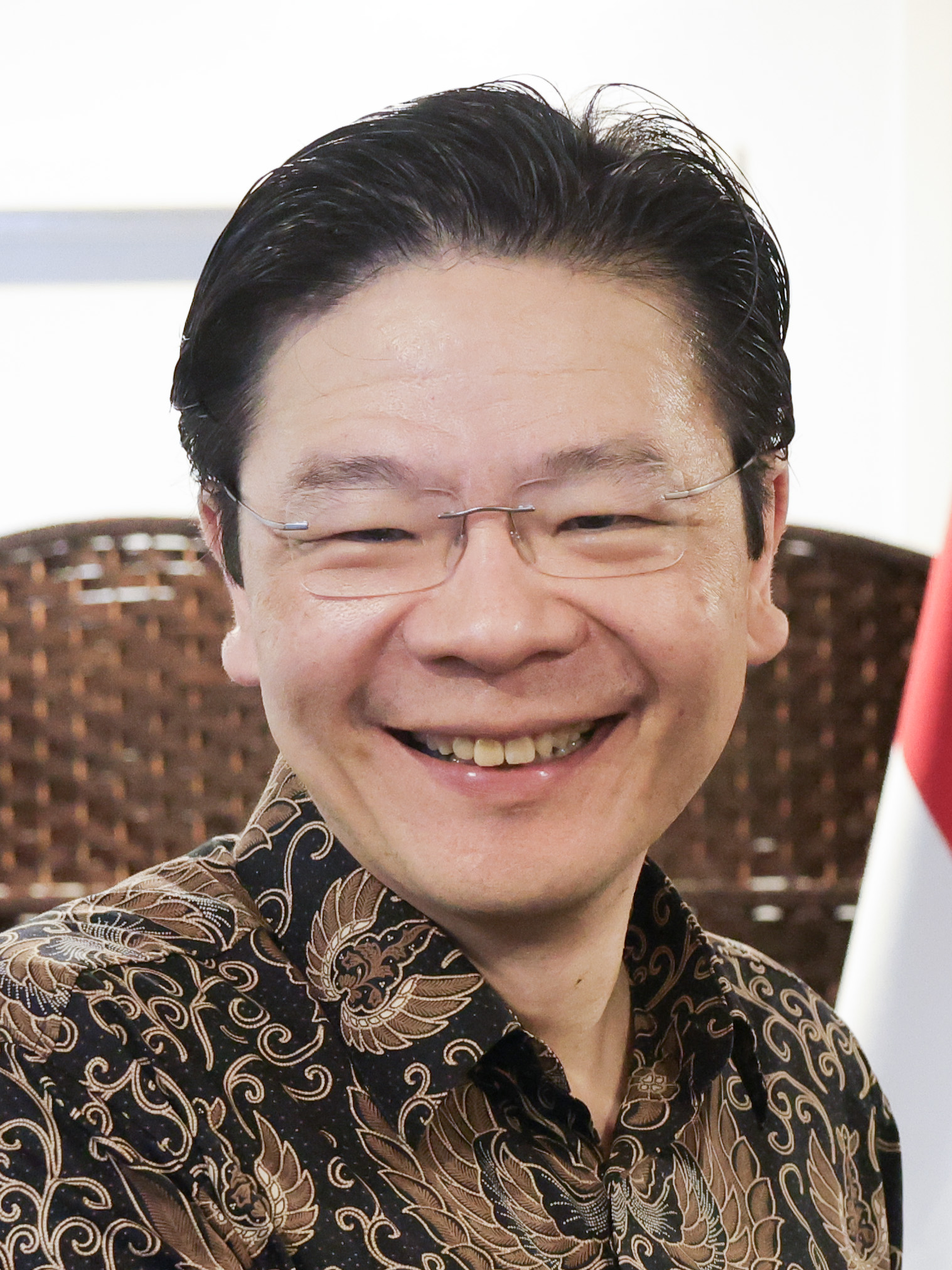
Lawrence Wong (* 1972)

- Wong, Lydia (* 1960), kanadische Pianistin und Musikpädagogin
- Wong, Martin (1946–1999), US-amerikanischer Maler
- Wong, Mew Choo (* 1983), malaysische Badmintonspielerin
- Wong, Michael (* 1965), chinesisch-amerikanischer Schauspieler
- Wong, Michael (* 1970), malaysischer Mandopop-Sänger und Komponist
- Wong, Miew Kheng (* 1981), malaysische Badmintonspielerin
- Wong, Nuno-Miguel, deutsch-portugiesischer Drehbuchautor, Musikvideo und Werbe Regisseur
- Wong, Pei Tty (* 1981), malaysische Badmintonspielerin
- Wong, Peng Soon (1918–1996), singapurischer Badmintonspieler
- Wong, Penny (* 1968), malaysisch-australische Politikerin
- Wong, Rachel O., US-amerikanische Neurowissenschaftlerin
- Wong, Russell (* 1963), US-amerikanischer Schauspieler und Fotograf
- Wong, Samuel (* 1962), kanadischer Dirigent und Mediziner
- Wong, See Siang (* 1979), niederländischer Pianist chinesischer Abstammung
- Wong, Shoon Keat (* 1957), singapurischer Badmintonspieler
- Wong, Siew Te (* 1969), malaysischer Zoologe, CEO des Bornean Sun Bear Conservation Centre
- Wong, Steven (* 1988), chinesischer BMX- und Straßenradrennfahrer
- Wong, Susan (* 1979), chinesisch-australische Sängerin
- Wong, Teng-fong, US-amerikanischer Experte für Felsmechanik
- Wong, Tyler (* 1996), chinesisch-kanadischer Eishockeyspieler
- Wong, Tyrus (1910–2016), amerikanischer Künstler
- Wong, Vanessa (* 1999), kanadische Tennisspielerin
- Wong, Victor (1906–1972), chinesisch-US-amerikanischer Schauspieler
- Wong, Victor (1927–2001), chinesisch-US-amerikanischer SchauspielerVictor Wong (1927–2001)

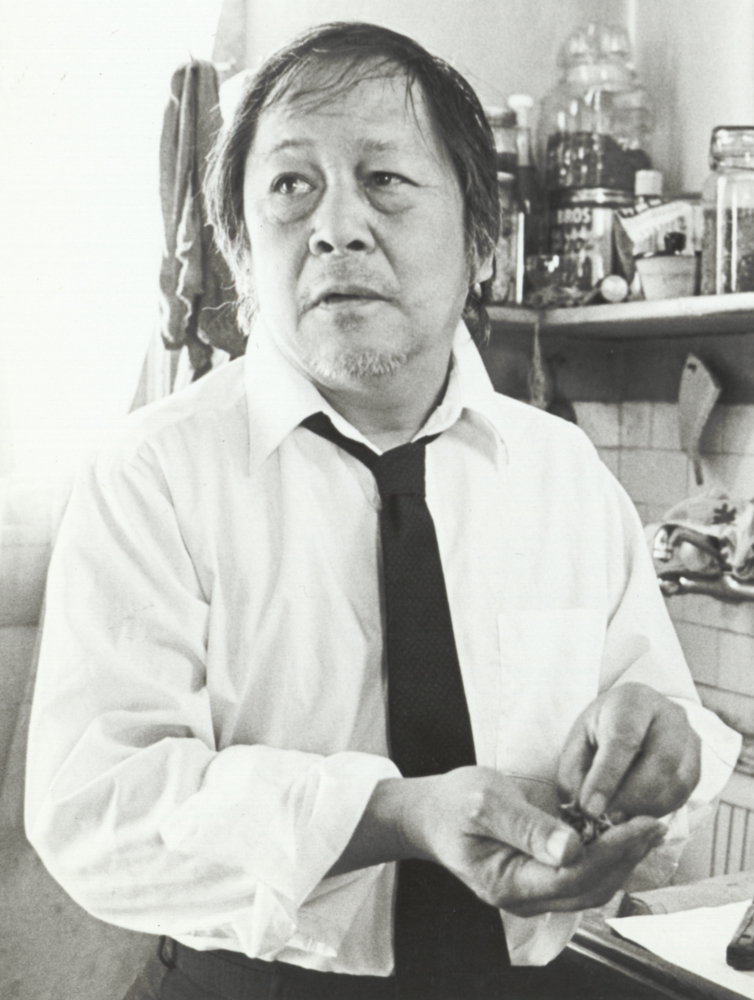
Victor Wong (1927–2001)

- Wong, Wai-Hang (* 1977), chinesischer Squashspieler (Hongkong)
- Wong, Wayne (* 1950), kanadischer Freestyle-Skisportler
- Wong, Wenhao (1889–1971), chinesischer Geologe und Politiker
- Wong, Wing Ki (* 1990), chinesischer Badmintonspieler (Hongkong)
- Wong, Wing Sum (* 1989), chinesische Hürdenläuferin (Hongkong)
- Wong, Yik-Man (* 1990), niederländische Badmintonspielerin
- Wong-Orantes, Justine (* 1995), US-amerikanische Volleyballspielerin
- Wong-Staal, Flossie (1946–2020), chinesisch-US-amerikanische Virologin und Molekularbiologin
- Wonga, Simon (1824–1874), Führer der Aborigines
- Wongar, B. (* 1932), serbischer Anthropologe und Schriftsteller
- Wongderree, Sundy (* 1998), thailändischer Fußballspieler
- Wongharuthai, Nutcharut (* 1999), thailändische SnookerspielerinNutcharut Wongharuthai (* 1999)

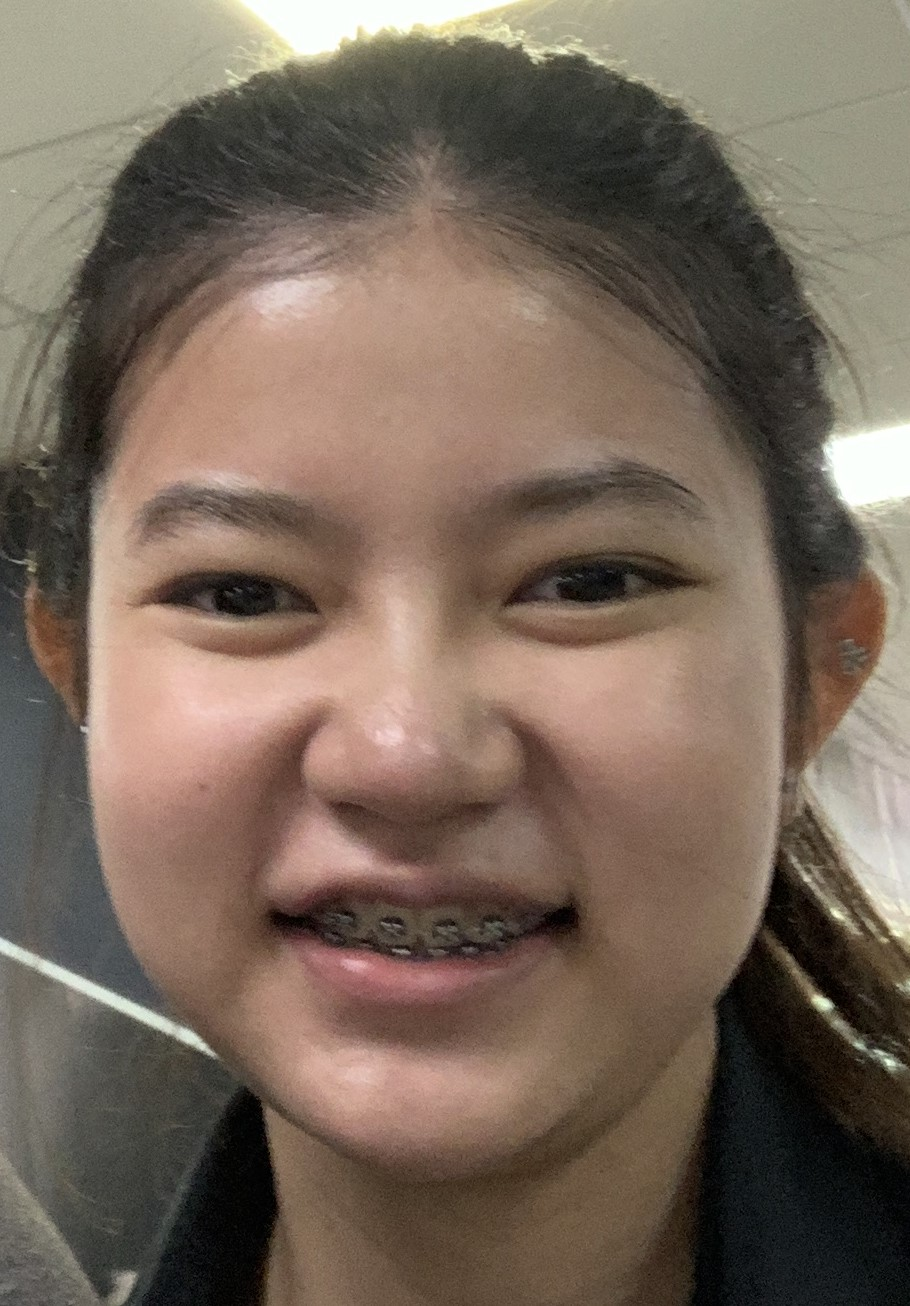
Nutcharut Wongharuthai (* 1999)

- Wongpattanakit, Panipak (* 1997), thailändische Taekwondoin
- Wongsakorn Chaikultewin (* 1996), thailändischer Fußballspieler
- Wongsakorn Saenruecha (* 2000), thailändischer Fußballspieler
- Wongsapat Silahiranrat (* 1995), thailändischer Fußballspieler
- Wongsathon Tamoputasiri (* 2006), thailändischer Fußballspieler
- Wongsodikromo, Mitchel (* 1985), surinamischer Badmintonspieler
- Wongwat Jaroentaveesuk (* 2004), thailändischer Fußballspieler

### Wonh
- Wonham, W. M. (1934–2023), kanadischer Regelungstechniker

### Woni
- Wonisch, Jakob (* 1999), österreichischer Basketballspieler
- Wonisch, Willibald (1928–2001), österreichischer Mundartdichter, Humorist und Schriftsteller

### Wonj
- Wonjong (1219–1274), 24. König des Goryeo-Reiches und der Goryeo-Dynastie

### Wonk
- Wonka, Christian (* 1969), deutscher Koch
- Wonka, Dieter (* 1954), deutscher Journalist
- Wonka, Till (* 1982), deutscher SchauspielerTill Wonka (* 1982)

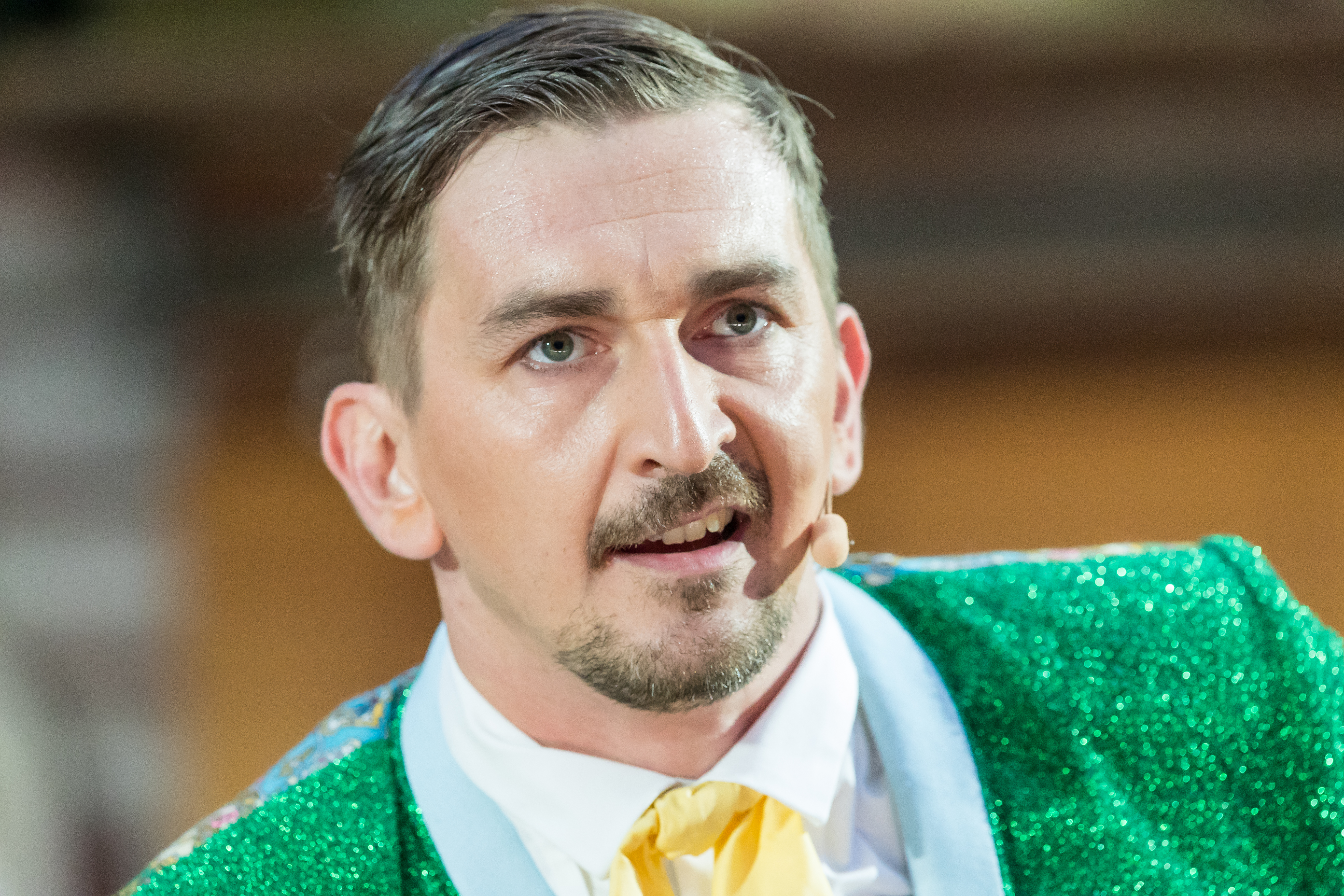
Till Wonka (* 1982)

- Wonke, Maximilian (* 1987), deutscher Politiker (SPD)

### Wonl
- Wonljarljarski, Wladimir Michailowitsch (1852–1946), russischer Gardeoffizier und Unternehmer

### Wonn
- Wonna, Georg (1637–1708), Pfarrer, Gymnasialprofessor, Superintendent
- Wonnay, Marianne (1952–2023), deutsche Politikerin (SPD), MdL
- Wonneberg, Alfons (1927–2013), deutscher Jazz- und Unterhaltungsmusiker
- Wonneberg, Frank, deutscher Sachbuchautor
- Wonneberger, Christoph (* 1944), evangelischer Pfarrer, einer der Initiatoren der Montagsdemonstrationen in Leipzig
- Wonneberger, Günther (1926–2011), deutscher Sporthistoriker der DDR
- Wonneberger, Jens (* 1960), deutscher Schriftsteller, Redakteur, Journalist und Kritiker
- Wonneberger, Michael (1944–2008), deutscher Politiker (CDU), MdV, MdB
- Wonnecke von Kaub, Johann, deutscher Arzt und Botaniker
- Wonner, Annika (* 2005), österreichische Nachwuchsschauspielerin
- Wonner, Martine (* 1964), französische Psychiaterin und Politikerin
- Wönner, Max (1896–1960), deutscher Politiker (SPD), MdB

### Wono
- Wonowidjojo, Susilo, indonesischer Unternehmer

### Wonr
- Wonruku, Stella (* 1999), ugandische Leichtathletin

### Wons
- Wons, Mirta (* 1964), argentinische Schauspielerin
- Wonsey, Anthony (* 1972), US-amerikanischer Jazzpianist
- Wonsidler, Joseph Alexander (1791–1858), österreichischer Maler und Lithograph
- Wonsjazki, Anastassi Andrejewitsch (1898–1965), russischer Politiker
- Wonsowski, Sergei Wassiljewitsch (1910–1998), russischer Physiker

### Wont
- Wontacien, Bernard Toha (* 1970), beninischer Geistlicher, römisch-katholischer Bischof von Djougou
- Wontner, Arthur (1875–1960), britischer Schauspieler
- Wontor, Bogusław (* 1967), polnischer Politiker (SdRP, SLD), Mitglied des Sejm
- Wontorra, Jörg (* 1948), deutscher Fernsehmoderator und Fernsehproduzent
- Wontorra, Laura (* 1989), deutsche FernsehmoderatorinLaura Wontorra (* 1989)

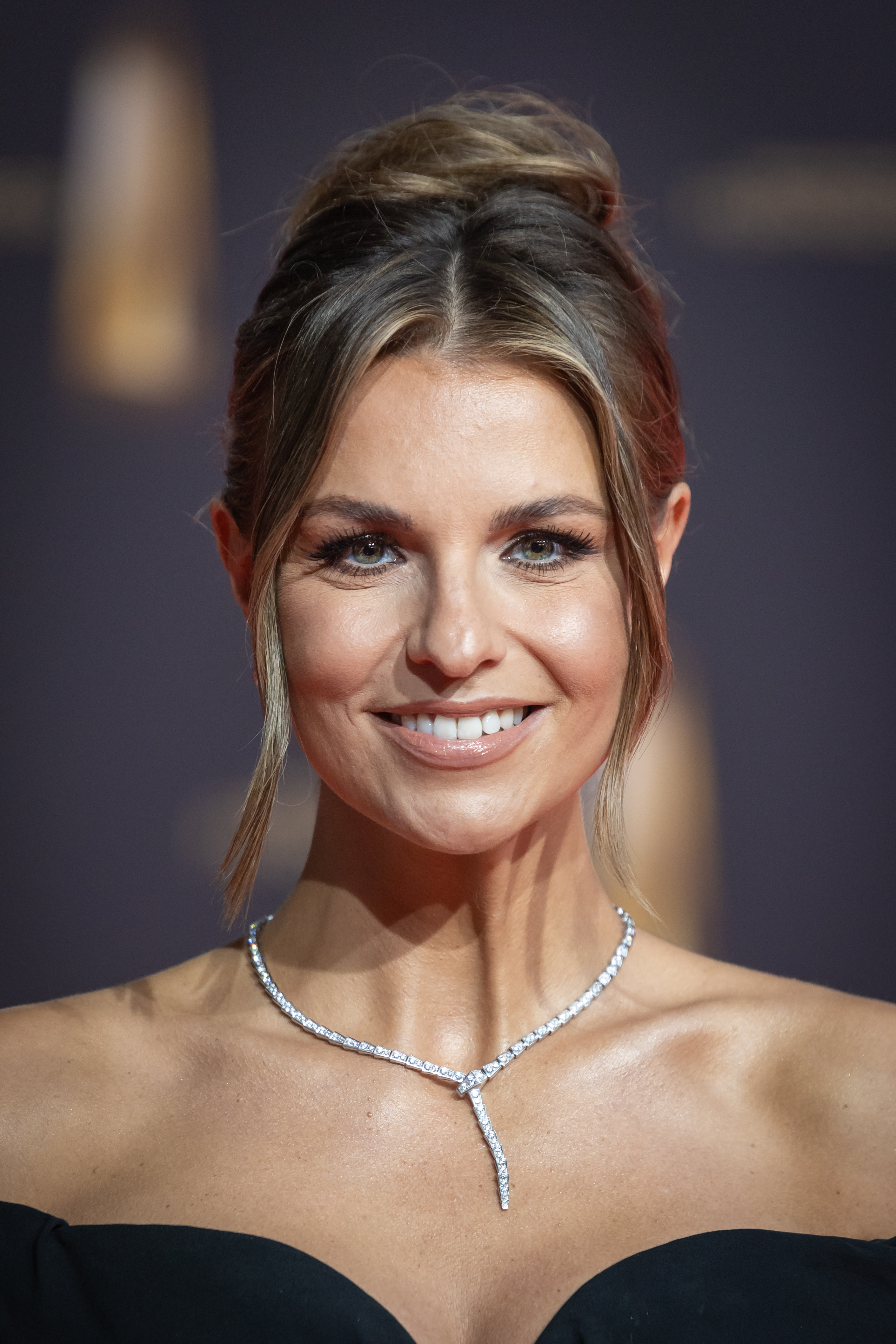
Laura Wontorra (* 1989)

- Wontorra, Petra (* 1959), deutsche Kommunalpolitikerin (SPD)